# Историја Јевреја у Летонији
Историја Јевреја у Летонији датира од прве јеврејске колоније основане у Пилтенеу 1571. године. Јевреји су доприносили развоју Летоније све до Северног рата (1700–1721), који је десетковао становништво Летоније. Јеврејска заједница се поново успоставила у 18. веку, углавном приливом из Пруске, и играла је главну улогу у економском животу Летоније.
Под независном Летонијом, Јевреји су формирали политичке странке и учествовали су у парламенту. Јеврејска заједница је цветала. Јеврејски родитељи су имали право да шаљу своју децу у школе које су наставу држале на хебрејском, као део значајне мреже мањинских школа.
Други светски рат окончао је углед јеврејске заједнице. Под Стаљином, Јевреји, који су чинили само 5% укупног становништва, чинили су 12% депортованих. Поређења ради, 90% јеврејске популације Летоније је убијено у холокаусту.
Данашња јеврејска заједница вуче корене од преживелих из холокауста, Јевреја који су побегли у унутрашњост СССР-а да би избегли немачку инвазију и касније се вратили, и углавном од Јевреја који су емигрирали у Летонију из Совјетског Савеза. Летонска јеврејска заједница данас је мала, али активна.

## Историја
Стара летонска племена нису имала везе са Јеврејима и њихов улазак је био забрањен у Ливонију. Тек после Ливонског рата у другој половини 16. века, када су земље Летоније биле подељене између Данске, Пољске и Литваније, Јевреји су почели да пристижу на територију Летоније. Прво су почели да се досељавају у Војводство Курландије, где је формирана јеврејска заједница у близини данашње Пилтене и Аизпуте након 1570. У 17. веку велики број Јевреја је стигао у Војводство Курландије које је било вазал краља Пољске. Јеврејима су поверене канцеларије порезника, мењача и трговаца. Они су омогућили војводу Јакова (1610-1681) економске реформе. Покушаји конзервативних земљопоседника да протерају Јевреје су пропали. У 18. веку војвода Ернст Јохан фон Бирон и његов отац Петер фон Бирон имали су благонаклон став према Јеврејима. Велику улогу у модернизацији Курландије имао је финансијски помоћник дворски Јевреј Арон Леви Липман (служио до 1741), на чији захтев су у Курландију дошли многи занатлије, лекари и учитељи јеврејског порекла. Са собом су донели идеју еманципације Јевреја - хаксалу. Јевреји су учествовали и у изградњи Кнежевих палата у Рундалу и Јелгави. Јевреји у Јелгави су 1793. године изразили захвалност војводи Петру фон Бирону за заштиту Јевреја и верску толеранцију.
У источни део Летоније, Латгале, Јевреји су дошли из Украјине, Белорусије и Пољске у 17. и 18. веку, од којих је већина припадала пољској култури јидиша. Великим делом њиховог друштвеног живота управљао је кахал (самоуправа). У 17. и 18. веку Јеврејима није било дозвољено да бораве у Риги или Видземеу. За време владавине Катарине II од 1766. па надаље, јеврејским трговцима је било дозвољено да бораве у Риги шест месеци, под условом да живе у одређеном блоку града. Године 1785. Слошким Јеврејима је дозвољен привремени боравак у Риги на дужи временски период.
У суштини, језгро летонског јеврејства формирали су Јевреји Ливоније и Курландије, две кнежевине на обали Балтичког мора које су укључене у састав Руске Империје током 18. века. Русија је освојила Шведску Ливонију, са градом Ригом, од Шведске 1721. године. Курландија, која је раније била аутономно војводство под пољским сизеренством, припојена је Русији као покрајина 1795. Обе ове покрајине су се налазиле изван подручја дозвољеног за насељавање Јевреја у западном делу Руске Империје, и тако само они Јевреји који су могли да докажу да су тамо живели легално пре него што су покрајине постале део Русије, имали су дозволу да бораве у региону. Ипак, јеврејско становништво балтичког региона се постепено повећавало јер су, с времена на време, додатни Јевреји који су уживали посебне "привилегије", као што су универзитетска диплома, они који су се бавили "корисним" професијама, итд., добијали овлашћење да се ту населе. Средином 19. века у покрајини Ливонији било је око 9.000 Јевреја.
До 1897. јеврејска популација се већ повећала на 26.793 (3,5% становништва), од којих је око три четвртине живело у Риги, док је према царском руском попису из 1897. тамо живело око 51.072 Јевреја (7,6% становништва). Курландски Јевреји су формирали посебну групу у оквиру руске јеврејске заједнице. С једне стране на њих је утицала немачка култура која је преовладавала на овим просторима, а с друге стране култура суседнелитванске јеврејске заједнице. Хаскала је рано продрла у заједнице Ливоније и Курландије, али асимилација тамо није остварила исти напредак као у западној Европи.
Курландско јеврејство развило је специфичан карактер, комбинујући карактеристике источноевропског и немачког јеврејства. Током Првог светског рата када су се руске војске повукле из Курландије (април 1915), руске војне власти су протерале хиљаде Јевреја у унутрашњост. Знатан број се касније вратио у Летонију након успостављања независне републике.
Три округа покрајине Витепск, у којима су већина становништва били Летонци, Латгалија (лет. Latgale), укључујући и велику заједницу Даугавпилс (лет. Dvinsk), припојене су Курландији (лет. Kurzeme), Семигалији (лет. Zemgale) и Ливонији (лет. Vidzeme), и успостављена је независна Летонска Република (новембар 1918). У почетку је у младој држави преовладао либерални и прогресивни дух, али је демократски режим био кратког века. Дана 15. маја 1934. премијер Карлис Улманис, распустио је скупштину државним ударом и Летонија је постала аутократија. Улманис је проглашен за председника. Његова влада је била склона неутралности.

## Јеврејско становништво у Летонској Републици
Пре Првог светског рата на територијама Летоније било је око 190.000 Јевреја (7,4% укупног становништва). Током ратних година, многи од њих су протерани у унутрашњост Русије, док су други побегли из ратног подручја. Године 1920. Јевреји Летоније бројали су 79.644 (5% становништва). После потписивања мировног уговора између Летонске Републике и Совјетског Савеза 11. августа 1920. године, репатријанци су почели да се враћају из Русије; међу њима је био и знатан број јеврејских избеглица. У то време, само у Риги је било 40.000 Јевреја. До 1925. године јеврејско становништво се повећало на 95.675, што је највећи број Јевреја у периоду постојања Летоније као независне државе.
После те године број Јевреја је постепено опадао, да би 1935. године опао на 93.479 (4,8% од укупног броја). Узроци овог опадања били су емиграција дела млађе генерације и пад природног прираштаја кроз ограничавање породице на једно или двоје деце од стране власти. Између 1925. и 1935. године преко 6.000 Јевреја је напустило Летонију (огромна већина њих је отишла у Палестину под британским мандатом која је ускоро требало да буде проглашена Израелом), док је природни прираштај само делимично надокнадио ове одласке. Највеће заједнице биле су Рига са 43.672 Јевреја (11,3% од укупног броја) 1935. године, Даугавпилс са 11.106 (25%) и Лиепаја са 7.379 (13%).

### Економски живот
Јевреји су већ играли важну улогу у индустрији, трговини и банкарству пре Првог светског рата. Након успостављања републике, младу државу је захватила тешка криза. Влада се још није консолидовала и земља је осиромашила као резултат Првог светског рата и борбе за независност коју је Летонија водила неколико година (1918–20) против Немачке и Совјетског Савеза. Престанком непријатељстава, Летонија се нашла у тешкој ситуацији и у административној и у економској сфери. Између осталих потешкоћа, постојала је и инфлација. Јевреји су дали велики допринос обнови државе од рата и његових последица. Имајући много искуства у извозу сировина дрвета и платна пре Првог светског рата, по повратку из Русије самоиницијативно су наставили са извозом ове робе. Они су такође развили разнолику индустрију, а значајан део увозне трговине, попут трговине бензином, угљем и текстилом, био је концентрисан у њиховим рукама. Међутим, када су Јевреји дали свој допринос, власти су почеле да их терају из економских положаја и да им одузимају изворе за живот.
Иако у теорији није било дискриминаторних закона против Јевреја у демократској Летонији и они су уживали једнакост права, у пракси је економска политика владе имала за циљ да ограничи њихове активности. Ово се такође одразило у области кредитирања. Летонски Јевреји развили су разгранату мрежу кредитних банака за давање кредита уз подршку Америчког јеврејског заједничког комитета за дистрибуцију и Удружења јеврејске колоније (ЈЦА). У оквиру централног органа, Савеза кредитних задруга, основана су и организована задружна кредитна друштва занатлија, ситних трговаца и др. Међутим, јеврејске банке и задруге су биле дискриминисане у сфери јавног кредита, а државна банка је у пракси била затворена за њих. Ова друштва су ипак функционисала на здравим основама. Њихов почетни капитал био је релативно већи од капитала нејеврејских задружних друштава. In 1931 over 15,000 members were organized within the Jewisherion societies. Године 1931. у оквиру јеврејских друштава било је организовано преко 15.000 чланова. Јевреји су били посебно активни са следећим производима: дрва,  шибице, пиво, дуван, коже, текстил, конзервирана храна (посебно риба), и брашно. Отприлике половина летонских Јевреја бавила се трговином, а огромна већина њих средњом и малом трговином. Око 29% јеврејског становништва било је запослено у индустрији и око 7% у слободним професијама. У владиној управи није било Јевреја. Економска ситуација већине летонских Јевреја постала је тешка. Велики број је изгубио свој економски положај и изгубио средства за живот као резултат владине политике, а већина су је били приморани на ситну трговину, продају и размену разних добара на пијацама половне одјеће у предграђима Риге и провинције градови. Пад њиховог статуса је био због три главна узрока: влада је преузела монопол над трговином житарицама, чиме је уклонила велики број Јевреја из ове гране трговине, а да их није прихватила као плаћене раднике или им омогућила било какву другу врсту запослења; летонске задруге су уживале широку подршку владе и функционисале су у привилегованим условима у поређењу са јеврејским предузећима; а Јевреји су имали потешкоћа да добију кредите. Поред наведеног, јеврејско становништво је било подвргнуто великом порезу.

### Јавни и политички живот
Летонско јеврејство је наставило заједничку и народну традицију руског јеврејства, чији је део чинило све до 1918. С друге стране, на њега је утицала и култура западноевропског јеврејства, које се налазило у његовој близини (тј., у Источној Пруској). Тако је у његовом духовном животу дошло до синтезе јеврејске традиције и световне културе. Са социо-економског становишта, Јевреји Летоније нису чинили једну групу, а међу њима су постојале значајне социјалне разлике. Бавили су се разним занимањима и професијама: било је великих, средњих и малих трговаца, индустријалаца и различитих категорија занатлија, радника, продаваца, чиновника, учитеља и припадника слободних професија као што су лекари, адвокати и инжењери. Сви ови фактори — економски и духовни — практично су се одразили на јавни живот: на национално јеврејску сферу и на општи политички живот државе. Јеврејско становништво је такође било заступљено у летонском парламенту. У Националном савету који је формиран током прве године независности Летоније и постојао је до априла 1920. године, били су и представници националних мањина, укључујући седам Јевреја, међу њима и Паул Минц (касније председник Јеврејске националне демократске партије), који је обављао функцију в. д. државног контролора (1919–21) и Мордекај Дабин (Агудас Израел). Дана 1. маја 1920. године сазвана је Уставотворна скупштина, која је изабрана релативно демократским гласањем. Требало је да функционише до 7. октобра 1922. и укључивало је девет јеврејских делегата који су представљали све групе у јеврејској популацији (ционисти, националдемократи, бундисти, агудас Израел). Број јеврејских делегата у четири парламента који су у Летонији изабрани до државног удара 1934. био је следећи: шест у првом (1922–25), пет у другом (1925–28) и трећем (1928–31), а у четвртом три (1931–34). Међу редовним посланицима били су Мордекај Дабин (Агудас Израел), Мордехај Нурок (Мизрачи, касније члан Кнесета у Израелу након што је држава основана 1948.), Матијаху Макс Ласерсон и Ноје Мејсел (Бунд). Последња двојица нису била изабрана у четвртом парламенту.
| Партија                            | Партија                                  | Конститутивна скупштина (1920) | Прва скупштина 1922 | Друга скупштина 1925 | Трећа скупштина 1928 | Четврта скупштина 1931 |
| ---------------------------------- | ---------------------------------------- | ------------------------------ | ------------------- | -------------------- | -------------------- | ---------------------- |
| Агудас Израел                      | Агудас Израел                            | –                              | 2                   | 2                    | 1                    | 2                      |
| Бундисти                           | Бундисти                                 | –                              | 1                   | 1                    | 1                    | –                      |
| Јеврејски демократски блок         | Јеврејски демократски блок               | –                              | –                   | –                    | 0                    | –                      |
| Јеврејски економски блок           | Јеврејски економски блок                 | –                              | –                   | –                    | 0                    | –                      |
| Јеврејски национални блок          | Histadruth-Hacionith                     | 5                              | 2                   | 0                    | –                    | –                      |
| Јеврејски национални блок          | Јеврејска национална демократска партија | 5                              | 2                   | 0                    | –                    | –                      |
| Јеврејски национални блок          | Мизрачи                                  | 5                              | 2                   | 1                    | 2                    | 1                      |
| Јеврејска народна партија          | Јеврејска народна партија                | –                              | 0                   | –                    | –                    | –                      |
| Јеврејско напредно удружење        | Јеврејско напредно удружење              | –                              | –                   | –                    | –                    | 0                      |
| Јевреји Луџе                       | Јевреји Луџе                             | 0                              | –                   | –                    | –                    | –                      |
| Ционистичка партија                | Ционистичка партија                      | 1                              | 1                   | 1                    | 1                    | –                      |
| Уједињена листа семгалских Јевреја | Уједињена листа семгалских Јевреја       | –                              | –                   | –                    | –                    | 0                      |

| Скупштина | Представници                                                       | Фракција   |
| --------- | ------------------------------------------------------------------ | ---------- |
| 2.        | Мордукс Дабинс, Максис Лазерсонс, Маркус Нурокс, Рувинс Витенбергс | Јевреји    |
| 2.        | Ноијс Маизелс                                                      | "Бундисти" |

### Култура и образовање
Народни савет је 8. децембра 1919. године донео општи закон о школама; ово се поклопило са предлогом закона о културној аутономији мањина. У Министарству просвете постојала су посебна одељења за мањине. Инжењер Јакоб Ландау је био на челу јеврејског одељења. Основана је широка мрежа хебрејских и јидишких школа, у којима су јеврејска деца добијала бесплатно образовање. Поред ових, постојале су и руске и немачке школе за јеврејску децу, биране у складу са језиком њихових породица и жељама њихових родитеља. Они су, међутим, касније искључени из јеврејског одељења јер су одлуком Министарства просвете само хебрејске и јидишке школе биле укључене у делокруг јеврејске аутономије.
Године 1933. било је 98 јеврејских основних школа са око 12.000 ученика и 742 наставника, осамнаест средњих школа са око 2.000 ученика и 286 наставника и четири стручне школе са 300 ученика и тридесет седам наставника. Ученици су похађали верске или секуларне школе по жељи родитеља. Постојали су и државни педагошки заводи за наставнике на хебрејском и јидишу, курсеви за васпитаче у вртићима, популарни универзитети, популарна јеврејска музичка академија, вечерње школе за радничку омладину, јидишко позориште и културни клубови. Постојала је јеврејска штампа која је одражавала разне трендове.
Након Улманисовог државног удара 15. маја 1934. године, стављена су ограничења на аутономију образовања мањина' "културе и мањине" као и на образовање на матерњем језику. Ово је био део ширег корака ка стандардизацији употребе летонског језика у школству и професионалним и државним секторима. Као резултат тога, јеврејске школе настављају да раде док су секуларне школе на јидишу затворене. То је довело до тога да су из јеврејског наставног плана и програма уклоњена дела еминентних јеврејских аутора као што су песник Хаим Нахман Биалик (летонски: Haims Nahmans Bjaliks) и историчар Симон Дубнов (летонски: Šimons Dubnovs). Дубнов је био међу Јеврејима који су побегли из Немачке у Летонију ради безбедности 1938. (Летонија је наставила да прима избеглице до јесени 1938)
Укинуте су и све политичке партије и организације. Од јеврејских група, само је Агудат Израел наставио да делује. Јеврејски друштвени живот је, међутим, задржао своју виталност. Делимично захваљујући ограничењима наметнутим мањинама, укључујући Јевреје, повећао се утицај религије и ционизма, мотивишући неке да емигрирају у Палестину. Ово је такође повећало утицај забрањених социјалдемократа, док је јеврејска интелигенција тежила ционизму.

## Други светски рат II

### Совјетска окупација, 1940–1941
Након што је први пут извукао летонски споразум под принудом — Стаљин је лично претио летонском министру иностраних послова, у Москви, током преговора — о стационирању совјетских трупа на летонском тлу, Совјетски Савез је напао Летонију 16. јуна 1940. Хапшења јеврејских грађанских и политичких лидера почела су у августу 1940. године. Први су ухапшени ционистичке вође Фавид Вархафтиг и Махануд Алперин. Руководство Бетара је депортовано. Године 1941. Совјети су ухапсили Мордечаја Нуроцка, М. Дубина и друге јеврејске грађанске вође, ционисте, конзервативце и десничарске социјалисте. Њихове налоге за хапшење одобрио је С. Шустин. Када су Совјети извршили први круг масовних балтичких депортација, у ноћи између 13. и 14. јуна 1941, хиљаде летонских Јевреја су депортоване заједно са Летонцима. Од свих тако депортованих етничких група, Јевреји су страдали пропорционално више него било која друга, и били су депортовани под посебно оштрим условима. Сачувани су записи о депортацијама 1.212 јеврејских држављана Летоније (12,5% депортованих у далеке крајеве СССР-а), али је стварни број депортованих Јевреја свакако био већи, од 5.000 до 6.000 током прве совјетске окупације.
Депортације јеврејских грађанских вођа и рабина, чланова парламента и професионалне и трговачке класе само недељу дана пре него што је нацистичка Немачка напала Балтик, оставиле су јеврејску заједницу неспремном да се организује суочена са инвазијом и холокаустом који је одмах уследио. Међу депортованим су били чланови Уставне конвенције И. Рабиновичс и И. Берзс, 1. и 3. и вођа бундиста Н. Маизелс, као и други јеврејски чланови парламента. Мушкарци су одвојени од својих породица и послати у радне логоре у Соликамску (у Перму), Вјатки, и Воркути, док су њихове жене и деца послани у Новосибирск, Краснојарск и друга места. Отприлике половина је умрла од последица тешких услова депортације, неки су депортовани више пута — М. Дубинс је умро након што је други пут депортован 1956.
Процењује се да је од 2.100.000 Јевреја који су дошли под совјетску контролу као резултат споразума Молотов - Рибентроп који је поделио источну Европу, око 1.900.000 депортовано у Сибир и централну Азију.

### Немачка окупација Летоније, 1941–1944
Летонија је била окупирана од стране Немаца током првих недеља немачко-совјетског рата у јулу 1941. Постала је део новог Рајхскомесаријата "Остланд", званично организована као "Генералбецирк Летланд". Ото-Хајнрих Дрекслер је именован за њеног генералног комесара, са седиштем у Риги, где је било седиште рајхкомесара Остланда, Хинриха Лозеа. Крајем јула 1941. Немци су војну заменили цивилном управом. Један од његових првих аката било је објављивање низа антијеврејских уредби. Основана је и подређена цивилна управа састављена од локалних колаборационистичких елемената, у коју су именовани летонски генерални саветници. Њихов номинални шеф био је Оскарс Данкерс, бивши генерал летонске војске.
Средином јуна 1941. године, уочи Хитлеровог напада на Совјетски Савез, совјетске власти су депортовале 14.000 грађана Летоније, укључујући неколико хиљада Јевреја, у Сибир и друге делове совјетске Азије као политички непожељне елементе. Током нацистичког напада на Летонију, значајан број Јевреја је такође успео да побегне у унутрашњост Совјетског Савеза; Процењује се да је око 75.000 летонских Јевреја пало у руке нациста. Извештаји преживелих понекад описују како су, чак и пре него што је нацистичка администрација почела да прогони летонске Јевреје, патили од антисемитских ексцеса од стране летонских активиста, иако их је било тамо. постоји одређена неслагања међу јеврејским историчарима у погледу обима овог феномена. Летонско-амерички историчар холокауста Ендрју (Андријевс) Езергаилис тврди да у већини делова Летоније уопште није постојао "Interregnum" период, тако да су летонски активисти могли да учествују у прогону Јевреја на сопствену иницијативу. Ајнзацгрупе ("оперативне групе") су имале водећу улогу у уништавању летонских Јевреја, према информацијама датим у њиховим извештајима, посебно у извештају СС- бригадефирера (генерала), команданта Шталекера, команданту ајнзацгрупе А, чија је јединица деловала на северном руском фронту и у окупираним балтичким републикама. Његов приказ обухвата период од краја јуна до 15. октобра 1941. године.
Ипак, летонски Арајс Командо је играо водећу улогу у злочинима почињеним у гету у Риги у вези са масакром у Румбули 30. новембра 1941. Један од најозлоглашенијих чланова групе био је Хербертс Цукурс. После рата, преживели сведоци су изјавили да је Цукурс био присутан током чишћења гета и да је пуцао у масу јеврејских цивила. Према другом извештају, Цукурс је такође учествовао у спаљивању ришких синагога. Према Бернарду Пресу у својој књизи Убиство Јевреја у Летонији, Цукурс је спалио синагогу у улици Стабу.
На подстицај ајнзацгрупе, летонска помоћна полиција извршила је погром над Јеврејима у Риги. Све синагоге су уништене и 400 Јевреја је убијено. Према Шталекеровом извештају, број Јевреја убијених у масовним егзекуцијама од стране ајнзацгрупе А до краја октобра 1941. у Риги, Јелгави, Лијепаји, Валмијери и Даугавпилсу износио је 30.025, а до крајем децембра 1941. убијено је 35.238 летонских Јевреја; У Ришком гету остало је 2.500 Јевреја, а у гету Даугавпилс 950. Крајем 1941. и почетком 1942. Јевреји депортовани из Немачке, Аустрије, Чехословачке, и других земаља под немачком окупацијом почели су да пристижу у Летонију. Око 15.000 "Рајх Јевреја" настањено је у неколико улица укинутог "великог Ришког гета". Многи су одвезени право са железничке станице у Риги на стратишта у шумама Румбула и Бикерниеки у близини Риге, и другде. Године 1942. око 800 Јевреја из Каунаског гета (у Литванији) доведено је у Ригу и неки од њих су учествовали у подземној организацији у Ришком гету.
Немачка окупациона власт у Летонији је Јевреје држала и у "касарним логорима", односно у близини њихових места принудног рада. Знатан број таквих логора налазио се у области Риге и другим локалитетима. Већи концентрациони логори укључивали су оне у Саласпилсу и Кајзервалду (Межапаркс). Кроз концентрациони логор Саласпилс, основан крајем 1941. године, прошло је на хиљаде људи, укључујући многе летонске и стране Јевреје.
Услови у овом логору, једном од најгорих у Летонији, довели су до тешког губитка живота међу затвореницима. Концентрациони логор Кајзервалд, основан у лето 1943, садржао је преживеле Јевреје из гета Риге, Даугавпилса, Лијепаје и других места, као и нејевреје. Крајем септембра 1943. Јевреји из укинутог Вилнуског гета (у Литванији) такође су одведени у Кајзервалд. Када су совјетске победе у лето 1944. приморале Немце да се повуку из балтичких држава, преживеле логораше из логора Кајзервалд Немци су депортовали у концентрациони концентрациони логор Штутхоф у близини Гдањска, а одатле су слати у разне друге логоре.

### Немачко повлачење и поновна совјетска окупација, 1944
Око 1.000 летонских Јевреја преживело је интернацију у концентрационим логорима; већина њих је одбила репатријацију и остала у камповима за расељена лица у Немачкој, Аустрији и Италији. Заједно са остатком преживелих на крају су се настанили у новим домовима, углавном у Израелу. У самој Летонији, неколико стотина Јевреја је успело да преживи. У Риги су неколико дана након ослобођења одржане јавне демонстрације у којима је учествовало шездесет или седамдесет преживелих Јевреја. Постепено су се вратили неки од Јевреја који су нашли уточиште у Совјетском Савезу. Неколико хиљада летонских Јевреја борило се у летонској дивизији совјетске војске, 201. (43. гардијска) и 304., а многи су погинули или рањени у борби.
Према попису становништва обављеном у Совјетском Савезу 1959. године, у Летонској ССР је било 36.592 Јевреја (17.096 мушкараца и 19.496 жена; 1,75 одсто укупног становништва). Може се претпоставити да су њих око 10.000 били староседеоци, укључујући и јеврејске избеглице који су се у своја некадашња пребивалишта вратили из унутрашњости Русије, док су остали дошли из других делова Совјетског Савеза. Око 48 одсто Јевреја је јидиш прогласило матерњим језиком. Остали су углавном декларисали руски као свој језик, док се само неколико стотина изјаснило да говори летонски. Од укупног броја, у Риги је живело 30.267 Јевреја (5/6). Остали су живели у Даугавпилсу и другим градовима. Према приватним проценама, летонских Јевреја је 1970. године било око 50.000. Огромна већина њих је живела у Риги, главном граду, која је постала један од водећих центара националне агитације међу Јеврејима Совјетског Савеза. Подземне верске и ционистичке активности резултирале су са већом сумњом у намере власти.

## Суђења за ратне злочине
Совјетска штампа је 7. априла 1945. објавила " Декларацију Посебне владине комисије задужене за истрагу злочина које су починили немачко-фашистички агресори током њихове окупације Летонске Социјалистичке Совјетске Републике ". Овај документ посвећује једно поглавље прогону и убиству Јевреја. У декларацији се наводе нацисти који су сматрани одговорним за злочине почињене у Летонији под немачком окупацијом. Међу њима су Лозе, рајхкомесар Остланда; Фридрих Јекелн, шеф полиције Остланда; Дрекслер, генерални комесар за Летонију; Рудолф Ланге, начелник полиције безбедности; Курт Краусе, шеф гета у Риги и командант концентрационог логора Саласпилс; Макс Гимник, његов помоћник; Зауер, командант концентрационог логора Кајзервалд; и неколико десетина других нацистичких злочинаца умешаних у уништавање летонског јеврејства. Војни трибунал Балтичког војног округа је 26. јануара 1946. започео суђење групи нацистичких ратних злочинаца, међу којима је и Јекелн, један од људи одговорних за масакр у Румбули крајем 1941. Он и још шесторо осуђени су до смрти вешањем; казна је извршена у Риги 3. фебруара 1946. Остала суђења су одржана у послератној Летонској ССР, али је само мали број Немаца и Летонаца који су учествовали у убиству летонског Јевреја приведен правди.
Летонци су такође учествовали у прогону и убиству Јевреја у Летонији. У време немачког повлачења у лето 1944, многи од ових сарадника су побегли у Немачку. После рата, како се претпостављало за расељена лица, добијали су помоћ од УНРРА-е, од Међународне организације за избеглице (ИРО) и других организација за помоћ жртвама нацизма, а неки од њих су емигрирали у САД и друге земље у иностранству. С друге стране, било је и Летонаца који су ризиковали своје животе да би спасли Јевреје. Један такав, Јанис Липке, помогао је да се спасе неколико десетина Јевреја из гета у Риги тако што им је обезбедио скровишта.

## Развој догађаја 1970–1991
Јеврејска популација Летоније опала је са 28.300 у 1979. на 22.900 у 1989. години, када је 18.800 њених Јевреја живело у главном граду Риги. Део овога је био због високе стопе емиграције у Израел; Совјетски Савез је дозволио ограниченом броју јеврејских држављана да се преселе у Израел сваке године. Између 1968. и 1980. године, 13.153 Јевреја, или 35,8% јеврејског становништва Летоније, емигрирало је у Израел или друге западне земље. Други важан фактор била је висока стопа асимилације и мешовитих бракова, као и већа стопа смртности од стопе наталитета. У периоду 1988–1989. јеврејска стопа наталитета била је 7,0 на 1.000, а стопа смртности Јевреја – 18,3 на 1.000. Године 1987. 39,7% деце рођене од мајки Јеврејки преузело је очеве нејеврејске вере. Други велики фактор била је имиграција у Израел, коју је Совјетски Савез дозвољавао у ограниченом броју сваке године.
Године 1989. у Летонији је било 22.900 Јевреја, који су чинили око 0,9% становништва. Исте године Совјетски Савез је дозволио неограничену имиграцију Јевреја, а 1.588 Јевреја је емигрирало из Летоније (од тога 1.536 из Риге). Године 1990. 3.388 летонских Јевреја емигрирало је у Израел (од тога 2.837 из Риге). Године 1991. број имиграната у Израел из Риге био је 1.087. Исте године се распао Совјетски Савез, а Летонија је поново стекла независност. Имиграција се наставила током 1990-их, узрокујући пад јеврејске популације. Према Јеврејској агенцији, 12.624 Јевреја и нејеврејских чланова породица Јевреја емигрирало је из Летоније у Израел између 1989. и 2000. Неки летонски Јевреји су такође емигрирали у друге западне земље. Многи од ових емиграната задржали су своје летонско држављанство.
Након пада Совјетског Савеза и независности Летоније 1991. године, многим Јеврејима који су стигли из Совјетског Савеза ускраћено је аутоматско летонско држављанство, као и другима који нису били летонски држављани, или потомци летонских држављана до 1941. године. Ово укључује децу и унуке који су рођени у Летонији, по летонском закону држављанство се не одређује по месту рођења, већ по томе што имају претка који је био држављанин Летоније. У јавној школи, обавезна употреба летонског утицала је на многе јеврејске ученике, који су говорили руски као основни језик. Како је Летонија настојала да постане чланица Европске уније, њени захтеви за држављанство су постепено ублажавани, омогућавајући њеним послератним становницима да аплицирају за летонско држављанство.
У тежњи ка независности, летонски национални покрет је настојао да направи заједничку ствар са Јеврејима у републици. У Летонији је установљен 4. јул као дан сећања на жртве Холокауста.
Многе јеврејске организације делују у земљи.

## У независној Летонији
У Риги је 11–17. јуна 1993. одржан Први светски конгрес летонских Јевреја. Присуствовали су делегати из Израела, САД, Шведске, Швајцарске, Немачке, Британије, Јужне Африке и Аустралије.
Два оскрнављена споменика Холокаусту, у Јелгави и у шуми Бикерниеки, десила су се 1993. Делегати Светског конгреса летонских Јевреја који су дошли у Бикерниеки да обележе помен 46.500 летонских Јевреја тамо стрељаних, били су шокирани призором кукастих крстова и речи "Judenfrei" осликаним на спомен обележју. У летонској националистичкој штампи појавили су се чланци антисемитског садржаја. Главне теме ових чланака биле су сарадња Јевреја са комунистима у совјетском периоду, Јевреји који каљају добро име Летоније на Западу, и јеврејски бизнисмени који теже да контролишу летонску привреду.
Почетком 2000-их, након деценије масовне емиграције, око 9.000 Јевреја је остало у Летонији, углавном у Риги, где је радила школа Охр Авнер Хабад. Охел Менахем је такође водио дневну школу, као и обданиште. Активна синагога, синагога Пеитав, ради у делу старог града Риге. У граду се налази и споменик холокаусту на месту ратног гета. Главно јеврејско гробље налази се на источној ивици града.

## Историјска демографија
Пре Другог светског рата, Летонија је имала скоро 100.000 Јевреја. Већина летонских Јевреја је убијена у Холокаусту. Јеврејска популација Летоније након Другог светског рата достигла је врхунац од скоро 37.000 1970. године, а након тога је почела константно да опада. Јеврејска популација Летоније значајно је опала током 1990-их након пада комунизма када су многи летонски Јевреји отишли и преселили се у друге земље, посебно су направили алију у Израел и Сједињене Државе (конкретно, у америчке државе Калифорнију и Њујорк).

### Белешке
1. ↑  Велики вођа тевтонских витезова, Зигфрид фон Фојхтванген, забранио је Јеврејима улазак у Ливонију 1306. (или 1309. године), што сугерише да су Јевреји били конкуренција немачким трговцима. У наредних неколико векова Јевреји су вероватно долазили у Ливонију као овлашћени трговци из других земаља и градова, али се у Ливонији нису настанили за дуг живот.

### Додатни извори
- Bobe, Mendel (1971). The Jews in Latvia. Tel Aviv: Association of Latvian and Estonian Jews in Israel. LCCN 77953642.
- „Courland Research Group”. JewishGen. 2011.
- "Latvia". YIVO Encyclopedia of Jews in Eastern Europe. 2010.